# Pinalitus rubrotinctus
Pinalitus rubrotinctus är en insektsart som beskrevs av Knight 1968. Pinalitus rubrotinctus ingår i släktet Pinalitus och familjen ängsskinnbaggar. Inga underarter finns listade i Catalogue of Life.